# Kramolín (okres Třebíč)
Kramolín (německy Kramolin) je obec v okrese Třebíč v Kraji Vysočina. Žije v něm 131 obyvatel. Obec leží sedm kilometrů jižně od Náměště nad Oslavou. Na jih od vesnice, mezi vodními nádržemi Dalešice a Mohelno se nachází přečerpávací vodní elektrárna Dalešice o výkonu 450 MW.
Sousedními obcemi sídla jsou Popůvky, Kladeruby nad Oslavou, Mohelno, Slavětice a Dalešice.

## Název
Původní jméno vesnice znělo Kramolno, což je přídavného jméno od starého slovesa kramoliti sě, tj. hádat se, přít se. Jméno tedy zprvu označovalo místo, o něž se svedl nějaký spor. V 17. a 18. století se podle blízkého Mohelna používala podoba Kramohelno, od 18. století je pak v užíváni podoba Kramolín s příponou vzatou z jiných místních jmen v okolí.

## Geografie
Kramolínem ze severu na jih prochází silnice ze Sedlece do Slavětic, na východ pak vede silnice k rozhledně Babylon a do Mohelna. Západně z vesnice vede silnice do chatové oblasti, východně ze silnice pak vede užitková silnice k přečerpávací elektrárně Dalešice. 
Na území obce se spojuje několik cyklostezek, severně z Kramolína vychází cyklostezka 5108, jižně cyklostezka 5107 a východně pak cyklostezka 403. Přes Kramolín pak vede Energetická a Pivovarská cyklostezka. Ze severu na jih přes území obce a vesnici vede červená turistická stezka, ta vede, stejně jako cyklostezky, přes hráz přehrady. Jižně od obce se nachází přístaviště Kramolín.
Oblasti okolo hranic území obce jsou zalesněné, zbytek území je využíván zemědělsky, na jižním okraji zastavěného území obce se nachází bývalé JZD, na jižním okraji obce se pak nachází přečerpávací elektrárna a hráz Dalešické přehrady.
Severozápadní hranice obce je tvořena nepojmenovaným potokem, ten se vlévá do Dalešické přehrady, tamtéž se vlévá nepojmenovaný potok, který teče západně přes území obce. Náhorní plošina nad údolím Jihlavy a nad Dalešickou přehradou je odvodňována několika nepojmenovanými potoky. Pojmenován byl jen potok, který pramení přímo v Kramolíně, jeho jméno je Kramolínský potok a vlévá se do Jihlavy pod hrází přehrady, tam se vlévá i další nepojmenovaný potok. Jižní a západní hranice území obce je tvořeno Dalešickou přehradou resp. řekou Jihlavou. 
Většina území obce se nachází na náhorní plošině nad údolím řeky Jihlavy v cca 450 metrech nad mořem. Nad údolím přehrady se nachází Dřínová hora (439 m), nad řekou Jihlavou nad přečerpávací elektrárnou se nachází nepojmenovaný vrchol (396 m). Součástí území je i někdejší vrcholek s Hradiskem Kramolín, to je občasně viditelné nad hladinou přehrady. 
Na východním okraji území obce se nachází zastavěná část území obce, východně od hlavní části se nachází chatová oblast nad údolím řeky Jihlavy. Jižně od Kramolína se nachází JZD.

## Historie
Nedaleko obce se v neolitu nacházelo sídliště, nacházelo se na ostrohu nad někdejším tokem řeky Jihlavy, hradiště bylo v sedmdesátých letech 20. století zaplaveno Dalešickou přehradou. V době železné došlo k opevnění hradiště a následně pak bylo v době slovanské přebudováno.
První písemná zmínka o obci pochází z roku 1368, v tu dobu Mohelenský statek i s Kramolínem získal Jindřich z Vartenberka. Kolem roků 1805 a 1809 se v oblasti obce ubytovali francouzští vojáci.
V roce 1909 byl ve vsi založen spolek dobrovolných hasičů a od roku 1923 v obci působil spolek Domovina. V roce 1944 během druhé světové války byl u vesnice proveden výsadek skupiny Spelter.
Do roku 1849 patřil Kramolín do náměšťského panství, od roku 1850 patřil do okresu Moravský Krumlov, pak od roku 1868 do okresu Třebíč, mezi lety 1949 a 1960 patřil do okresu Velká Bíteš a od roku 1960 do okresu Třebíč. Mezi lety 1850 a 1919 patřil Kramolín pod Kladeruby nad Oslavou a mezi lety 1980 a 1990 byla obec začleněna pod Mohelno, následně se obec osamostatnila.
| Rok            | 1869 | 1880 | 1890 | 1900 | 1910 | 1921 | 1930 | 1950 | 1961 | 1970 | 1980 | 1991 | 2001 | 2011 | 2021 |
| -------------- | ---- | ---- | ---- | ---- | ---- | ---- | ---- | ---- | ---- | ---- | ---- | ---- | ---- | ---- | ---- |
| Počet obyvatel | 149  | 164  | 156  | 172  | 181  | 201  | 158  | 147  | 159  | 164  | 148  | 117  | 121  | 121  | 133  |
| Počet domů     | 20   | 22   | 24   | 26   | 31   | 33   | 34   | 35   | 38   | 39   | 41   | 48   | 51   | 51   | 55   |

## Politika

### Místní zastupitelstvo
V letech 2006–2010 působil jako starosta Jaroslav Žák, od roku 2010 tuto funkci zastává Josef Blaha, od roku 2014 funkci starosty vykonává Pavel Cejpek.

### Volby do Poslanecké sněmovny
|       | 2006              | 2010               | 2013               | 2017               | 2021               |
| ----- | ----------------- | ------------------ | ------------------ | ------------------ | ------------------ |
| 1.    | ČSSD (30.76 %)    | ČSSD (23.8 %)      | ANO 2011 (25.0 %)  | ANO (38.66 %)      | ANO (33.8 %)       |
| 2.    | KDU-ČSL (26.15 %) | VV (22.61 %)       | ČSSD (17.64 %)     | ODS (9.33 %)       | SPOLU (19.71 %)    |
| 3.    | ODS (24.61 %)     | TOP 09 (13.09 %)   | TOP 09 (13.23 %)   | SPD (9.33 %)       | PŘÍSAHA (16.9 %)   |
| účast | 69.15 % (65 z 94) | 78.50 % (84 z 107) | 65.09 % (69 z 106) | 68.47 % (76 z 111) | 63.96 % (71 z 111) |

### Volby do krajského zastupitelstva
|      | 1.                 | 2.                    | 3.                      | účast              |
| ---- | ------------------ | --------------------- | ----------------------- | ------------------ |
| 2000 | SNK (25 %)         | KSČM (25 %)           | 4KOALICE (22,91 %)      | 51,06 % (48 z 94)  |
| 2004 | KDU-ČSL (36,58 %)  | KSČM (19,51 %)        | ČSSD (17,07 %)          | 43,16 % (41 z 95)  |
| 2008 | ČSSD (29,62 %)     | KDU-ČSL (18,51 %)     | KSČM (16,66 %)          | 61,36 % (54 z 88)  |
| 2012 | ČSSD (41,66 %)     | TOP+STAN (16,66 %)    | KSČM (14,58 %)          | 53 % (53 z 100)    |
| 2016 | ANO 2011 (30,55 %) | STAN+SNK ED (19,44 %) | ČSSD (16,66 %)          | 36,63 % (37 z 101) |
| 2020 | ANO (33,33 %)      | ODS+STO (18,51 %)     | Piráti (14,81 %)        | 26,47 % (27 z 102) |
| 2024 | ANO (38,88 %)      | STAN+SNK ED (13,88 %) | ODS+TOP 09+STO (8,33 %) | 35,19 % (37 z 108) |

### Prezidentské volby
V prvním kole prezidentských voleb v roce 2013 první místo obsadil Miloš Zeman (29 hlasů), druhé místo obsadil Karel Schwarzenberg (13 hlasů) a třetí místo obsadil Jan Fischer (9 hlasů). Volební účast byla 73,27 %, tj. 74 ze 101 oprávněných voličů. V druhém kole prezidentských voleb v roce 2013 první místo obsadil Miloš Zeman (49 hlasů) a druhé místo obsadil Karel Schwarzenberg (28 hlasů). Volební účast byla 77,00 %, tj. 77 ze 100 oprávněných voličů.
V prvním kole prezidentských voleb v roce 2018 první místo obsadil Miloš Zeman (28 hlasů), druhé místo obsadil Jiří Drahoš (21 hlasů) a třetí místo obsadil Michal Horáček (8 hlasů). Volební účast byla 69,44 %, tj. 75 ze 108 oprávněných voličů. V druhém kole prezidentských voleb v roce 2018 první místo obsadil Jiří Drahoš (44 hlasů) a druhé místo obsadil Miloš Zeman (36 hlasů). Volební účast byla 74,07 %, tj. 80 ze 108 oprávněných voličů.
V prvním kole prezidentských voleb v roce 2023 první místo obsadil Andrej Babiš (31 hlasů), druhé místo obsadil Petr Pavel (22 hlasů) a třetí místo obsadila Danuše Nerudová (13 hlasů). Volební účast byla 70,09 %, tj. 82 ze 117 oprávněných voličů. V druhém kole prezidentských voleb v roce 2023 první místo obsadil Petr Pavel (47 hlasů) a druhé místo obsadil Andrej Babiš (37 hlasů). Volební účast byla 74,34 %, tj. 84 ze 113 oprávněných voličů.

## Farnost
Kramolín patří do římskokatolické farnosti Mohelno.

## Pamětihodnosti
- Hradiště osídlené od neolitu do raného středověku a zaplavené vodou Dalešické nádrže[27]
- přírodní rezervace Dřínová hora

## Zajímavosti
V obci se natáčel film Kdo hledá zlaté dno.

## Osobnosti
- Eduard Nováček (1898–1925), legionář

## Galerie

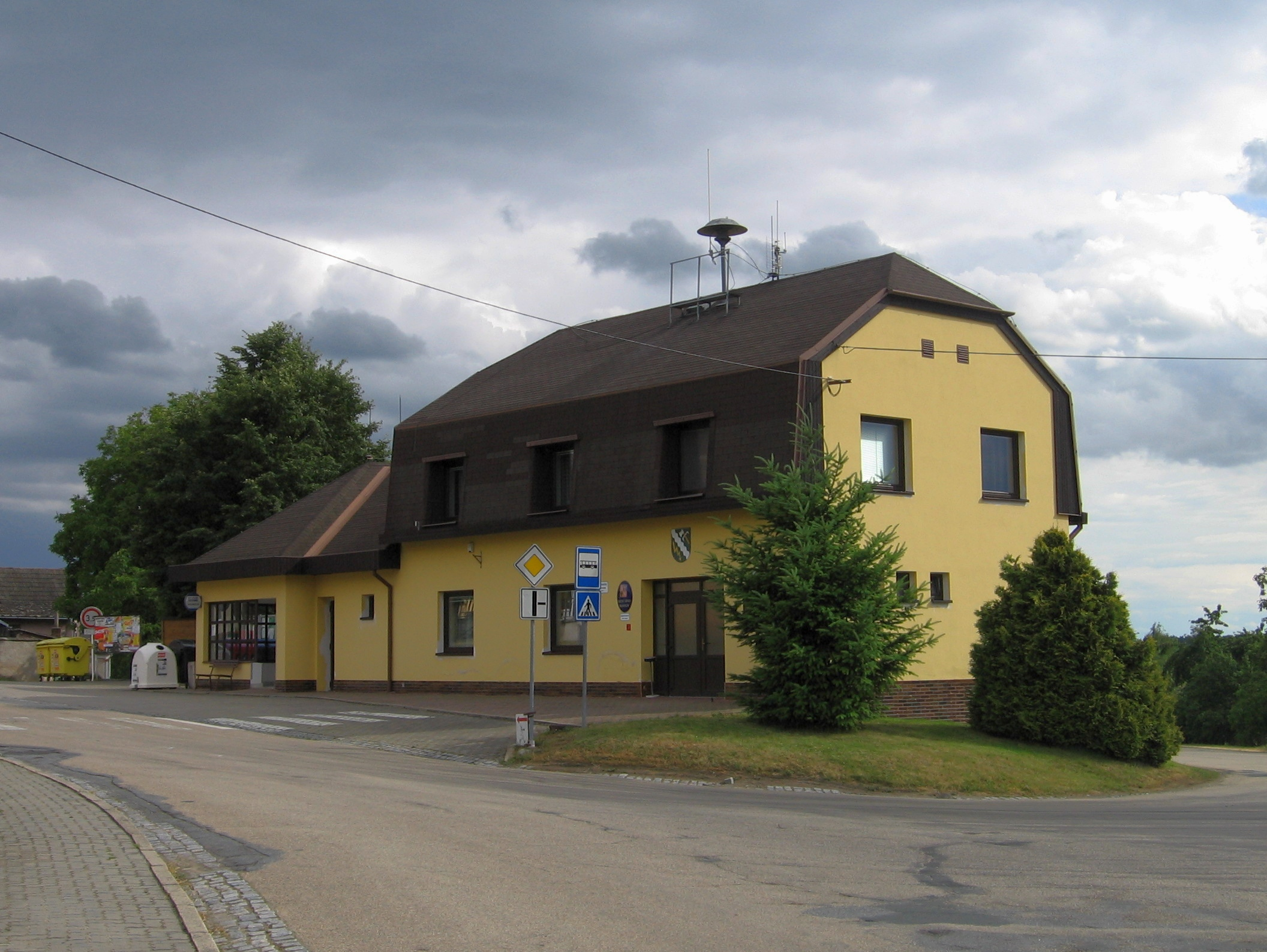
Obecní úřad
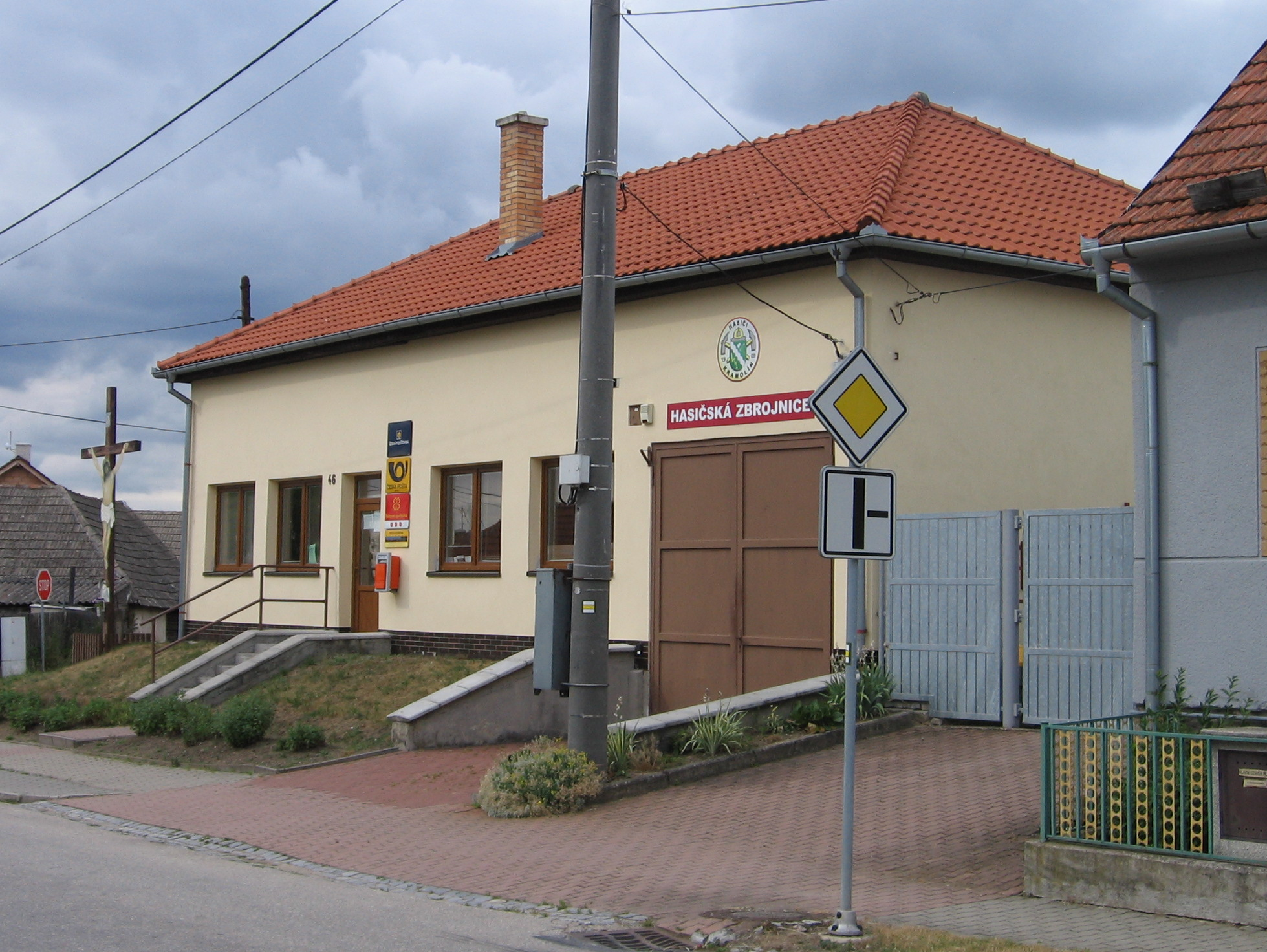
Pošta a hasičská zbrojnice
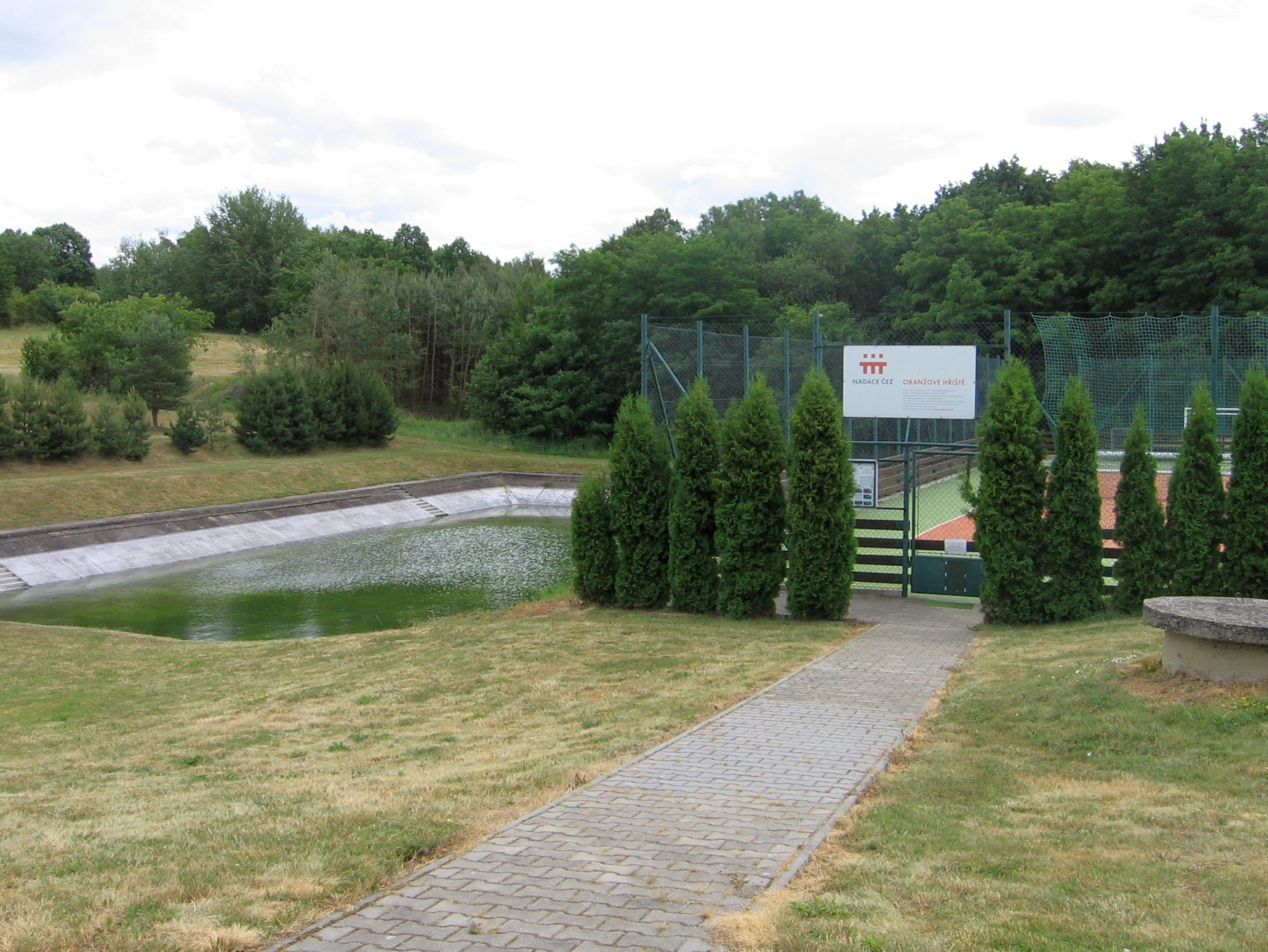
Vodní nádrž a hřiště